# Loe de Jong
Loe de Jong (24. dubna 1914 Amsterdam – 15. března 2005 Amsterdam) byl nizozemský historik a publicista, odborník na období druhé světové války.
Narodil se jako Louis de Jong v židovské kupecké rodině. Na střední škole ho učil Jacques Presser a vzbudil v něm zájem o historii, kterou de Jong vystudoval na Amsterdamské univerzitě. Po absolutoriu se stal redaktorem týdeníku De Groene Amsterdammer. Po německé invazi do Nizozemska v roce 1940 se mu podařilo s manželkou Liesbeth uprchnout do Londýna, kde pracoval pro exilové vysílání Radio Oranje. Jeho rodiče a sourozenci zahynuli v koncentračních táborech.
V letech 1945 až 1979 byl Loe de Jong ředitelem Nizozemského ústavu pro válečnou dokumentaci, později NIOD Instituut voor Oorlogs-, Holocaust- en Genocidestudies (Ústav pro studium války, holocaustu a genocidy). Jeho nejznámějším dílem je Het Koninkrijk der Nederlanden in de Tweede Wereldoorlog (Nizozemské království za druhé světové války) v rozsahu čtrnácti svazků. V šedesátých letech byl scenáristou a moderátorem televizního seriálu De Bezetting (Okupace). Vydal také dvoudílnou knihu vzpomínek. Vyrůstal v sekulárním a levicovém prostředí a k židovskému původu se nehlásil, avšak v období šestidenní války vystoupil na podporu Izraele.
Od roku 1963 byl de Jong členem Královské nizozemské akademie věd. Je nositelem ocenění Gouden Ganzenveer (Zlatý husí brk). Jeho vnučka Simonka de Jong o něm natočila životopisný dokumentární film Het zwijgen van Loe de Jong (Mlčení Loe de Jonga).
De Jongovy práce jsou autoritativním zdrojem informací o životě Nizozemců za druhé světové války, staly se však také terčem kritiky, neboť příliš idealizovaly organizovaný odboj a bagatelizovaly rozsah kolaborace. Irský historik Paul Doolan také poukázal na to, že o nizozemském kolonialismu ve Nizozemské východní Indii píše de Jong mnohem benevolentněji než o německé okupaci Nizozemska. Kontroverzní roli sehrál Loe de Jong také v případu politika Willema Aantjese, který byl bez důkazů obviněn z členství ve Waffen-SS.